# Associazione Calcio Femminile Gusmai Trani 80 1981
Questa voce raccoglie le informazioni riguardanti l'Associazione Calcio Femminile Gusmai Trani 80 nelle competizioni ufficiali della stagione 1981.

## Stagione
Il buon piazzamento ottenuto la stagione precedente attirò le attenzioni della Trani calcistica.
Il Presidente, che era anche il titolare e sponsor con il suo "Mobilificio Gusmai", era una vecchia conoscenza, ex dirigente della Polisportiva Trani. Questi seppe circondarsi di giovani ed appassionati collaboratori che cambiarono radicalmente il gruppo societario facendolo crescere. Gusmai chiamò a dirigere la squadra Santino Barbato, ex ala destra del Trani 1964-1965 e 1965-1966.
La dirigenza tranese approfittò del cambio della guardia dell'Alaska Lecce prendendo molte calciatrici biancoverdi che furono protagoniste anche dei successivi campionati di Serie A quali Marinella Macaolo, Antonella Marrazza e  Flavia Visentin.
Assoluta novità per la piazza tranese fu l'arrivo delle prime due calciatrici straniere: l'infaticabile stopper Maria Blagojevic e l'ala sinistra Helen Harkison (direttamente dalla Scozia).

## Organigramma societario
Fonte:
Area direttiva
- Presidente: Antonio Gusmai
- Vice presidenti: Franco Gusmai e Amelia Boccassini
- Consiglieri: Nicola Gusmai e Carlo Vernice
- Direttore sportivo: Umberto Ciccarelli

Area organizzativa
- Segretario: Gino Simone

Area comunicazione
- Addetto stampa: Enzo Melega

Area tecnica
- Allenatore: Santino Barbato
- Preparatore atletico: Anna Giordano

Area sanitaria
- Medici sociali: dott. Franco Cassone e dott. Giovanni Larato
- Fisioterapista: Bianca Rocchitelli

## Rosa
| N. |                   | Ruolo | Calciatrice         |
| -- | ----------------- | ----- | ------------------- |
| 5  | Scozia (bandiera) | D     | Maria Blagojevic    |
| 10 | Italia (bandiera) | A     | Patrizia Cappuccini |
| 3  | Italia (bandiera) | D     | Carla Cenani        |
| 8  | Italia (bandiera) | A     | Francesca Conteduca |
| 12 | Italia (bandiera) | P     | Roberta Da Lozzo    |
| 6  | Italia (bandiera) | C     | Rosaria Gambarrota  |
|    | Italia (bandiera) |       | Rosa Gianfrancesco  |
| 11 | Scozia (bandiera) | A     | Helen Harkison      |
| 9  | Italia (bandiera) | A     | Teresa Lafronza     |

| N. |                   | Ruolo | Calciatrice         |
| -- | ----------------- | ----- | ------------------- |
| 7  | Italia (bandiera) | A     | Marinella Macaolo   |
| 2  | Italia (bandiera) | D     | Antonella Marrazza  |
| 8  | Italia (bandiera) | A     | Giovanna Nardone    |
| 4  | Italia (bandiera) | D     | Anna Palma          |
| 5  | Italia (bandiera) | C     | Raffaella Porfido   |
| 8  | Italia (bandiera) | A     | Tonia Russo         |
| 1  | Italia (bandiera) | P     | Patrizia Santamaria |
| 9  | Italia (bandiera) | A     | Flavia Visentin     |

## Calciomercato

### Sessione unica
| Acquisti | Acquisti            | Acquisti           | Acquisti   |
| -------- | ------------------- | ------------------ | ---------- |
| D        | Maria Blagojevic    | Giolli Gelati Roma | prestito   |
| A        | Patrizia Cappuccini | Giolli Gelati Roma | definitiva |
| D        | Carla Cenani        | Virtus Napoli      | prestito   |
| A        | Helen Harkison      | Clydebank Ladies   | libera     |
| P        | Roberta Da Lozzo    | Conegliano         | svincolata |
| A        | Marinella Macaolo   | Alaska Lecce       | definitiva |
| D        | Antonella Marrazza  | Alaska Lecce       | definitiva |
| A        | Giovanna Nardone    | Virtus Napoli      | prestito   |
| D        | Anna Palma          | Alaska Lecce       | definitiva |
| P        | Patrizia Santamaria | Virtus Napoli      | prestito   |
| A        | Flavia Visentin     | Alaska Lecce       | definitiva |

| Cessioni | Cessioni | Cessioni | Cessioni |
| -------- | -------- | -------- | -------- |
| .        | .        | ???      | .        |
| .        | .        | ???      | .        |
| .        | .        | ???      | .        |

## Risultati

### Serie B

#### Girone di andata
| Arbitro: | D'Elia (Catanzaro) |

|                  |           |                        |
| Russo 48’ (rig.) | Marcatori | 10’ Fabozzi 34’ Luongo |

| Cosenza 22 marzo 1981, ore 15:00 CEST 2ª giornata | Nuova Cosenza | 0 – 5                       | Gusmai Trani 80 | Stadio San Vito |
| \| \| \| \| \| \| Marcatori \| \|                 |               |                             |                 |                 |
|                                                   |               |                             |                 |                 |
|                                                   | Marcatori     | Gol · Gol · Gol · Gol · Gol |                 |                 |

| Arbitro: | Longo (S.Giovanni Rotondo) |

|           |           |  |
| Russo 35’ | Marcatori |  |

| Arbitro: | Rubini (Roma) |

|  |           |             |
|  | Marcatori | 47’ Macaolo |

| Arbitro: | Pancani (Pistoia) |

|  |           |                        |
|  | Marcatori | 12’, 23’, 47’ Harkison |

| Arbitro: | Ligorio (Salerno) |

|                                           |           |                     |
| Russo 5’ Harkison 30’, 67’ Cappuccini 47’ | Marcatori | 20’ (aut.) Lafronza |

| Arbitro: | Traversa (Potenza) |

|             |           |                |
| Barbuto 85’ | Marcatori | 10’ Cappuccini |

#### Girone di ritorno
| Arbitro: | Silla (Roma) |

|  |           |                                         |
|  | Marcatori | 15’ Macaolo 59’, 67’ Russo 70’ Harkison |

| Arbitro: | Rubini (Napoli) |

|                                                                              |           |  |
| Russo 7’ Harkison 28’, 51’, 77’ Cappuccini 48’, 65’ Palma 58’ Blagojevic 74’ | Marcatori |  |

| Arbitro: | Puleo (Palermo) |

|  |           |           |
|  | Marcatori | 35’ Russo |

| Arbitro: | Delli Muti (S.Giovanni Rot.) |

|                                                                |           |                |
| Blagojevic 60’, 68’ Harkison 70’, 78’ Cappuccini 79’ Russo 85’ | Marcatori | 23’ Di Martino |

| Trani 14 giugno 1981, ore 16:00 CEST 12ª giornata                          | Gusmai Trani 80 | 2 – 1        | Gioventù Sommese | Stadio Comunale |
| \| \| \| \| \| Harkison 22’ Blagojevic 35’ \| Marcatori \| 47’ Barretta \| |                 |              |                  |                 |
|                                                                            |                 |              |                  |                 |
| Harkison 22’ Blagojevic 35’                                                | Marcatori       | 47’ Barretta |                  |                 |

| Arbitro: | Mastalli (Napoli) |

|               |           |                                             |
| Montanari 25’ | Marcatori | Cappuccini 4’ Harkison 18’, 55’ Macaolo 33’ |

| Arbitro: | Ligorio (Ceglie Messapica) |

|               |           |                          |
| Blagojevic 3’ | Marcatori | 37’ Barbuto 75’ Ballarin |

### Spareggi promozione

#### Primo turno
| Terni 12 luglio 1981, ore 17:00 CEST Primo turno, andata | Vetreria Laziale | 0 – 2                  | Gusmai Trani 80 | Stadio Libero Liberati |
| \| \| \| \| \| \| Marcatori \| 57’ Russo 79’ Harkison \| |                  |                        |                 |                        |
|                                                          |                  |                        |                 |                        |
|                                                          | Marcatori        | 57’ Russo 79’ Harkison |                 |                        |

| Trani 19 luglio 1981, ore 17:00 CEST Primo turno, ritorno | Gusmai Trani 80 | 1 – 0 | Vetreria Laziale | Stadio Comunale |
| \| \| \| \| \| Harkison ??’[7] \| Marcatori \| \|         |                 |       |                  |                 |
|                                                           |                 |       |                  |                 |
| Harkison ??’                                              | Marcatori       |       |                  |                 |

#### Finale
| Mentana 27 luglio 1981, ore 17:00 CEST Finale | Arredamenti Soresina | 1 – 0 | Gusmai Trani 80 | Stadio Comunale |

### Coppa Italia Serie B
| Foggia 15 febbraio 1981, ore 15:00 CEST Primo turno, andata | Foggia | 0 – 2 A tav. | Gusmai Trani 80 | Stadio Pino Zaccheria |

| Trani 22 febbraio 1981, ore 15:00 CEST Primo turno, ritorno | Gusmai Trani 80 | 2 – 0 A tav. | Foggia | Stadio Comunale |

| Arbitro: | Bonanno |

|              |           |                        |
| Raffa (I) 5’ | Marcatori | 12’ Russo 38’ Harkison |

| Trani 8 marzo 1981, ore 15:00 CEST Secondo turno, ritorno | Gusmai Trani 80 | 0 – 0 | Catanzaro | Stadio Comunale |

| Somma Vesuviana 13 settembre 1981, ore 16:00 CEST Terzo turno, andata | Gioventù Sommese | 0 – 0 | Gusmai Trani 80 | Stadio Felice Nappi |

| Trani 20 settembre 1981, ore 16:00 CEST Terzo turno, ritorno | Gusmai Trani 80 | 2 – 0 | Gioventù Sommese | Stadio Comunale |

| Arbitro: | Benedetti (Firenze) |

|                |           |                       |
| Micheletti 82’ | Marcatori | 1’ Russo 12’ Harkison |

| Trani 11 ottobre 1981, ore 15:00 CEST Semifinale, ritorno | Gusmai Trani 80 | 2 – 0 | Valigi Perugia | Stadio Comunale |

| Mentana 8 novembre 1981 Finale                                          | Libertas  | 3 – 1 (d.t.s.) | Gusmai Trani 80 | Stadio Comunale |
| \| \| \| \| \| ? p.t. Macrì s.t.’ ? s.t. \| Marcatori \| ?’ Harkison \| |           |                |                 |                 |
|                                                                         |           |                |                 |                 |
| ? p.t. Macrì s.t.’ ? s.t.                                               | Marcatori | ?’ Harkison    |                 |                 |

## Statistiche

### Statistiche di squadra
| Competizione                   | Punti | In casa | In casa | In casa | In casa | In casa | In casa | In trasferta | In trasferta | In trasferta | In trasferta | In trasferta | In trasferta | Totale | Totale | Totale | Totale | Totale | Totale | DR  |
| Competizione                   | Punti | G       | V       | N       | P       | Gf      | Gs      | G            | V            | N            | P            | Gf           | Gs           | G      | V      | N      | P      | Gf     | Gs     | DR  |
| ------------------------------ | ----- | ------- | ------- | ------- | ------- | ------- | ------- | ------------ | ------------ | ------------ | ------------ | ------------ | ------------ | ------ | ------ | ------ | ------ | ------ | ------ | --- |
| Serie B                        | 23    | 7       | 5       | 0       | 2       | 23      | 7       | 7            | 6            | 1            | 0            | 19           | 2            | 14     | 11     | 1      | 2      | 42     | 9      | +33 |
| Spareggi promozione in Serie A | -     | 1       | 1       | 0       | 0       | 1       | 0       | 1            | 1            | 0            | 0            | 2            | 0            | 3      | 2      | 0      | 1      | 3      | 1      | +2  |
| Coppa Italia Serie B           | -     | 4       | 3       | 1       | 0       | 6       | 0       | 4            | 2            | 2            | 0            | 6            | 3            | 9      | 5      | 3      | 1      | 13     | 6      | +7  |
| Totale                         | -     | 12      | 9       | 1       | 2       | 30      | 7       | 12           | 9            | 3            | 0            | 27           | 5            | 26     | 18     | 4      | 4      | 58     | 16     | +42 |

### Statistiche dei giocatori
| Giocatore        | Serie B  | Serie B | Serie B     | Serie B    | Spareggi | Spareggi | Spareggi    | Spareggi   | Coppa Italia | Coppa Italia | Coppa Italia | Coppa Italia | Totale   | Totale | Totale      | Totale     |
| Giocatore        | Presenze | Reti    | Ammonizioni | Espulsioni | Presenze | Reti     | Ammonizioni | Espulsioni | Presenze     | Reti         | Ammonizioni  | Espulsioni   | Presenze | Reti   | Ammonizioni | Espulsioni |
| ---------------- | -------- | ------- | ----------- | ---------- | -------- | -------- | ----------- | ---------- | ------------ | ------------ | ------------ | ------------ | -------- | ------ | ----------- | ---------- |
| M. Blagojevic    | 0        | 0       | ?           | ?          | ?        | ?        | ?           | ?          | ?            | ?            | ?            | ?            | 0+       | 0+     | ?           | ?          |
| P. Cappuccini    | 0        | 0       | ?           | ?          | ?        | ?        | ?           | ?          | ?            | ?            | ?            | ?            | 0+       | 0+     | ?           | ?          |
| C. Cenani        | 0        | 0       | ?           | ?          | ?        | ?        | ?           | ?          | ?            | ?            | ?            | ?            | 0+       | 0+     | ?           | ?          |
| F. Conteduca     | 0        | 0       | ?           | ?          | ?        | ?        | ?           | ?          | ?            | ?            | ?            | ?            | 0+       | 0+     | ?           | ?          |
| R. Da Lozzo      | 0        | 0       | ?           | ?          | ?        | ?        | ?           | ?          | ?            | ?            | ?            | ?            | 0+       | 0+     | ?           | ?          |
| R. Gambarrota    | 0        | 0       | ?           | ?          | ?        | ?        | ?           | ?          | ?            | ?            | ?            | ?            | 0+       | 0+     | ?           | ?          |
| R. Gianfrancesco | 0        | 0       | ?           | ?          | ?        | ?        | ?           | ?          | ?            | ?            | ?            | ?            | 0+       | 0+     | ?           | ?          |
| H. Harkison      | 0        | 0       | ?           | ?          | ?        | ?        | ?           | ?          | ?            | ?            | ?            | ?            | 0+       | 0+     | ?           | ?          |
| T. Lafronza      | 0        | 0       | ?           | ?          | ?        | ?        | ?           | ?          | ?            | ?            | ?            | ?            | 0+       | 0+     | ?           | ?          |
| M. Macaolo       | 0        | 0       | ?           | ?          | ?        | ?        | ?           | ?          | ?            | ?            | ?            | ?            | 0+       | 0+     | ?           | ?          |
| A. Marrazza      | 0        | 0       | ?           | ?          | ?        | ?        | ?           | ?          | ?            | ?            | ?            | ?            | 0+       | 0+     | ?           | ?          |
| G. Nardone       | 0        | 0       | ?           | ?          | ?        | ?        | ?           | ?          | ?            | ?            | ?            | ?            | 0+       | 0+     | ?           | ?          |
| A. Palma         | 0        | 0       | ?           | ?          | ?        | ?        | ?           | ?          | ?            | ?            | ?            | ?            | 0+       | 0+     | ?           | ?          |
| R. Porfido       | 0        | 0       | ?           | ?          | ?        | ?        | ?           | ?          | ?            | ?            | ?            | ?            | 0+       | 0+     | ?           | ?          |
| T. Russo         | 0        | 0       | ?           | ?          | ?        | ?        | ?           | ?          | ?            | ?            | ?            | ?            | 0+       | 0+     | ?           | ?          |
| P. Santamaria    | 0        | 0       | ?           | ?          | ?        | ?        | ?           | ?          | ?            | ?            | ?            | ?            | 0+       | 0+     | ?           | ?          |
| F. Visentin      | 0        | 0       | ?           | ?          | ?        | ?        | ?           | ?          | ?            | ?            | ?            | ?            | 0+       | 0+     | ?           | ?          |

### Maglie e presenze in campionato
Fonte:
| Serie B    | C1  | C2  | 1ª  | 2ª  | 3ª  | 4ª  | 5ª  | 6ª  | 7ª  | 8ª  | 9ª  | 10ª | 11ª | 12ª | 13ª | 14ª | F1  | F2  | F3  | C3  | C4  | C5  | C6  | C7  |
| Risultati  | 2-1 | 0-0 | 1-2 | 5-0 | 1-0 | 1-0 | 3-0 | 4-1 | 1-1 | 4-0 | 8-0 | 1-0 | 6-1 | 2-1 | 4-1 | 1-2 | 2-0 | 1-0 | 0-1 | 0-0 | 2-0 | 2-2 | 2-0 | 1-3 |
| ---------- | --- | --- | --- | --- | --- | --- | --- | --- | --- | --- | --- | --- | --- | --- | --- | --- | --- | --- | --- | --- | --- | --- | --- | --- |
| Santamaria | 1   |     | 1-  |     |     |     | 1-  | 1-  | 1   |     | 12  |     | 12  | 1-  | 1-  |     |     |     |     |     |     | 1   |     |     |
| Marrazza   | 2   |     | 2   |     | 5   | 13  | 2   | 2   | 3   | 3   | 3   | 3   | 2   | 2   | 2   | 3   | 3   | 3   |     |     |     | 2   |     |     |
| Cenani     | 3   |     | 3   |     | 3   | 2   | 3a  | 3   | 2   | 2   | 2   | 2   | 3   | 3   | 3-  | 6   | 2   | 2   |     |     |     | 3   |     |     |
| Palma      | 4   |     | 10  |     | 4   | 4   | 4   | 4a  | 4e  | squ | 4   | 4   | 4   | 4   | 4   | 4   | 4   | 4   |     |     |     | 4   |     |     |
| Porfido    | 5   |     | 5   |     |     |     |     | 13  |     | 5   | 5   | 5   | 13  |     | 13+ | 2   |     |     |     |     |     | 6   |     |     |
| Gambarrota | 6   |     | 6   |     | 6a  | 6   | 6   | 6   | 6a  | 6   |     |     | 6   | 6   | 6   |     | 6   |     |     |     |     |     |     |     |
| Macaolo    | 7   |     | 7   |     | 7   | 7   | 7   | 7   | 7   | 7   | 7   | 7   | 7   | 7   | 7   | 7   | 7   | 7   |     |     |     | 7   |     |     |
| Russo      | 8   |     | 9   |     | 8   | 8   | 8   | 8   | 8   | 9   | 9   | 9   | 9   | 8   | 8   | 9   | 9   | 9   |     |     |     | 9   |     |     |
| Harkison   | 9   | e   | squ |     | 11  | 11  | 11  | 11  | 11  | 11  | 11  | 11  | 11  | 11  | 11  | 11  | 11  | 11  |     |     |     | 11  |     |     |
| Lafronza   | 10  |     | 8   |     | 9   | 9   | 13  |     | 13  |     |     |     |     | 14+ | 9-  |     |     |     |     |     |     | 13+ |     |     |
| Conteduca  | 11  |     |     |     | 13  |     |     |     |     |     | 13  |     |     |     |     |     |     | 6   |     |     |     |     |     |     |
| Blagojevic |     |     | 4   |     | 2   | 5   | 5   | 5   | 5   | 10  | 6   | 6   | 5   | 5   | 5   | 5   | 5   | 5   |     |     |     | 5   |     |     |
| Visentin   |     |     | 11  |     | 10- | 3-  | 9   | 9   | 9   | 4   | 10  | 10  | 10  | 9-  | 10  | 10  | 10  | 10  |     |     |     | 10- |     |     |
| Da Lozzo   |     |     | 12  |     | 1a  | 1   | 12  | 12  |     | 1   | 1   | 1   | 1   | 12+ | 12+ | 1   | 1   | 1   |     |     |     |     |     |     |
| Cappuccini |     |     |     |     |     | 10a | 10  | 10  | 10  | 13  | 8   | 8   | 8   | 10  | 10  | 8   | 8   | 8   |     |     |     | 8   |     |     |

Legenda

Da 1 a 14: campionato; F = finali; C =  partite di Coppa Italia Serie B; e = espulsa: a = ammonita.

### Libri
- Franco Caffarella, Nino Losito e Antonio Rutigliano, Un calcio ai ricordi ... in rosa - Storia del calcio femminile a Trani, Trani, Gradavant Consulting, stampa Centro Stampa - Terlizzi, dicembre 2015,  pp. 5-7 e 33).

### Giornali
- La Gazzetta del Mezzogiorno, Bari, 1981,  pp. varie, quotidiano consultabile presso le seguenti Biblioteche:.
- Biblioteca Nazionale Centrale di Firenze;
- Biblioteca Comunale Centrale di Milano;
- Biblioteca nazionale Sagarriga Visconti-Volpi di Bari.